# Rosakindad papegoja
Rosakindad papegoja (Pyrilia pulchra) är en fågel i familjen västpapegojor inom ordningen papegojfåglar.

## Utbredning och systematik
Fågeln återfinns i fuktiga skogar i västra Colombia och nordvästra Ecuador. Den behandlas som monotypisk, det vill säga att den inte delas in i några underarter.

## Status
IUCN kategoriserar arten som livskraftig.